# TV Tropes
TV Tropes（可寫成TVTropes）是一个專門收集各類作品中橋段的Wiki网站，該網站成立於2004年，由一位名叫“Fast Eddie”的程序员創立。

## 內容
2008年到2012年7月間，TV Tropes以自由內容授權發表文章。之後，網站改以非商業性許可發布，但該網站修改了其許可證，僅允許非商業性地分發其內容，但保留以舊許可發布的內容。
TV Tropes网站主要运行在Wiki軟體上，TV Tropes的Wiki軟體是在PmWiki基礎上修改的，但網站經過大幅度修改、維護者也說網站「URL以外，幾乎找不到任何PmWiki的程式碼」。；另外，網站程式碼不開源。
2010年10月之前，可以匿名編輯；然而，現在除了瀏覽網站之外，其餘動作皆須註冊。2014 年，Fast Eddie将TV Tropes卖给了Drew Schoentrup和Chris Richmond。

## 歷史
2004年，一位網路名作「Fast Eddie」的程序员建立了TV Tropes。他宣稱自己是在1970年代於麻省理工學院讀書、以及1990年代瀏覽網路論壇時，對大眾文學的各種套路感到興趣，才動了建立網站的念頭。2014年，他把網站賣給了Drew Schoentrup與Chris Richmond。兩人後來為重寫程式，決定發起眾籌。
TV Tropes起初以探討《吸血鬼猎人巴菲》的橋段為主，但後來開始討論其他作品、同人作品、甚至是網站。該網站還介紹了维基百科、暱稱其為「The Other Wiki」（直譯：其他的维基）。網站講述橋段時，會拿現實生活與情況來舉例；「Useful Notes」（直譯：實用筆記）命名空間會講述科學、哲學、歷史等資料，其語調比較不太正式；另外TV Tropes針對作品，也沒有收錄標準。
2010年10月，Google在發現TV Tropes的成人作品與橋段講解，可能違反服務條款後，臨時撤銷了該網站的AdSense服務。網站後來把這起事件稱為「The Google Incident」（Google事件）。後來討論橋段時，網站把文章分為「NSFG」（Not Safe for Google，直譯：Google不宜）與「SFG」（Safe for Google，直譯：Google宜）以回應Google。
2012年，Google再度對TV Tropes施壓（但與2010的事件無關），使後者修改並限制探討性別歧視與強姦相關的橋段。女性主義部落格The Mary Sue批評網站的規定修改，會令電子遊戲與青年文学的橋段描述遭受審查。ThinkProgress也指責Google AdSense在透過經濟手段，阻止網站討論性侵問題。